# Безымянная Лощина

Лощина безымянная 1871 г.

Безымянная Лощина

Безымянная Лощина — исчезнувший хутор Новоузенского уезда Покровской волости Самарской губернии Российской Империи на земле Астраханских казаков. Ныне безымянная местность на территории Новопушкинского муниципального образования в Энгельсском районе Саратовской области Российской Федерации.

## География
На карте 1890 года возле фольварка (?) Безымянная Лощина находятся другие хутора: Вагнер, Вебер, Цайдлер и др.

## История
Основан хутор в 1845—1846 в гг. казаками на почтовом тракте.

1-й Станъ. На почтовомъ трактъ изъ г. Саратова въ г. Новоузенскъ: № 1802 Безъименная Лощина (Гнъздиловъ), хут. каз.

Положеніе при колодцахъ.
 Разстояніе в верстахъ до уездного города — 155 (Новоузенск), до Становой квартиры — 25 (Покровская слобода).

Число дворовъ 3. Число жителей м.п. 15., ж.п. 6. Почтовая станція. (1859 г.).

## Топоним
На карте 1871 года подписана как «Лощина безымянная».
Впоследствии название хутора конвертировалось в названия ближайших населённых пунктов и станций — станции Безымянная (село Безымянное) и посёлка Лощинный (близ станции Лебедево).

## Население
Проживали русские и немцы.
В 1890 году число домохозяйств — 5, число жителей — 36. Число наёмных работников 13/3.

## Инфраструктура
Была почтовая станция .

## Транспорт
Стоял на почтовом тракте из г. Саратова в г. Новоузенск (современная федеральная автотрасса А-298).